# Titan(IV)-fluorid
Titan(IV)-fluorid ist eine anorganische chemische Verbindung des Titans aus der Gruppe der Fluoride.

## Gewinnung und Darstellung
Titan(IV)-fluorid kann durch Reaktion von Titan(IV)-chlorid mit Fluorwasserstoff gewonnen werden.
{\displaystyle {\ce {TiCl4 + 4HF -> TiF4 + 4HCl}}}

## Eigenschaften
Titan(IV)-fluorid ist ein farbloses, lockeres, sehr hygroskopisches Pulver, das mit Wasser unter Zischen reagiert.

### Kristallstruktur
Titan(IV)-fluorid kristallisiert in einem eigenen, ungewöhnlichen Strukturtyp, in dem drei kristallographisch verschiedene Ti4+-Ionen vorliegen, die jeweils oktaedrisch von sechs F−-Ionen umgeben sind. Jeder der TiF6-Oktaeder ist über zwei cis-ständige, äquatoriale F−-Ionen mit je einem der beiden anderen TiF6-Oktaeder verbunden. Dadurch wird ein Ti3F15-Ring aus drei eckenverknüpften TiF6-Oktaedern gebildet. Zusätzlich ist jeder der TiF6-Oktaeder trans-ständig über die Fluoratome mit je zwei weiteren Oktaedern verknüpft. Dadurch entstehen charakteristisches Merkmal voneinander isolierte Säulen (Kolumnarstruktur). Titan(IV)-fluorid besitzt ein orthorhombisches Kristallsystem und die Raumgruppe Pnma (Raumgruppen-Nr. 62) mit den Gitterparametern a = 2281,1 pm, b = 384,8 pm und c = 956,8 pm.

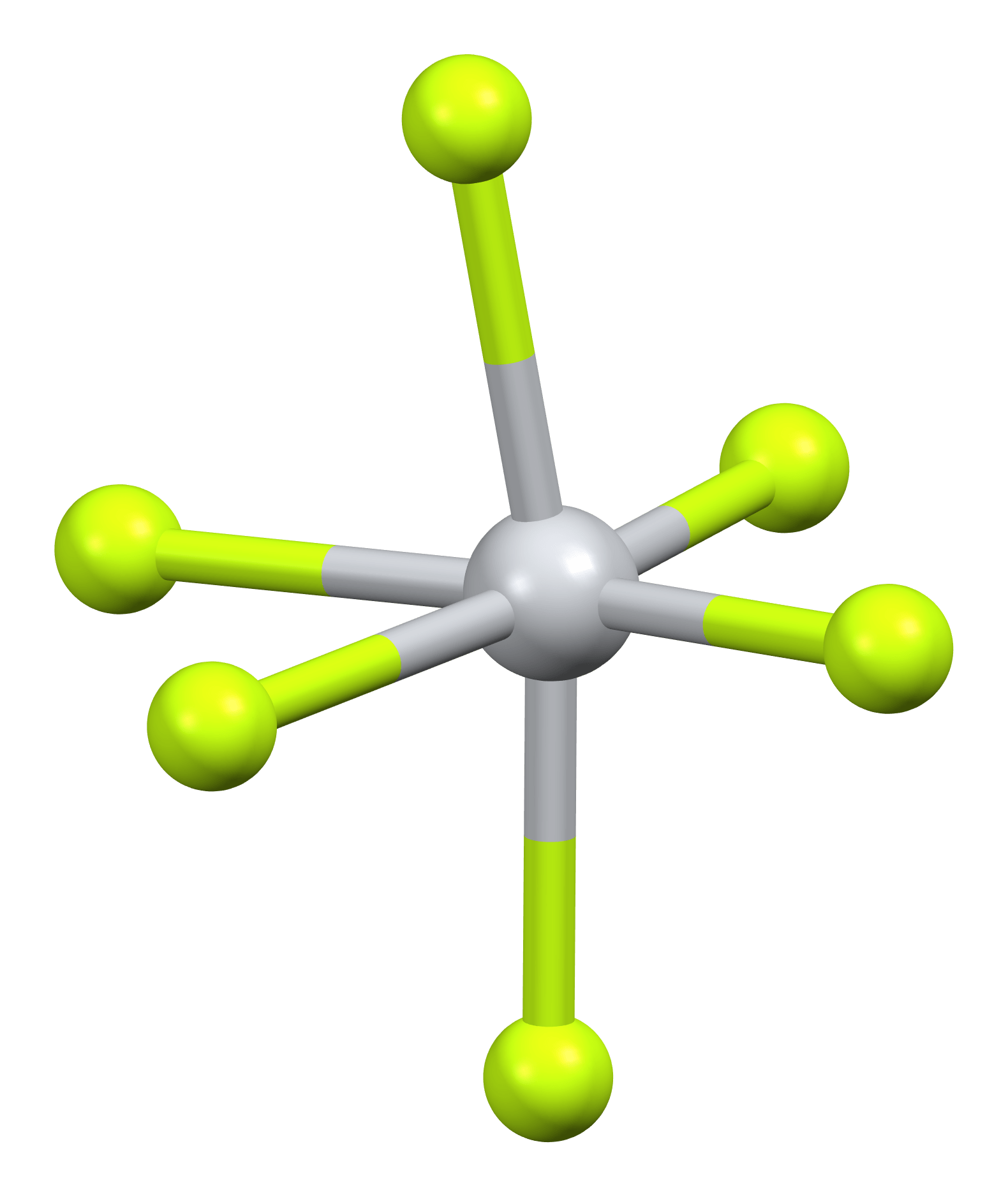
Verzerrt oktaedrische TiF6-Einheit
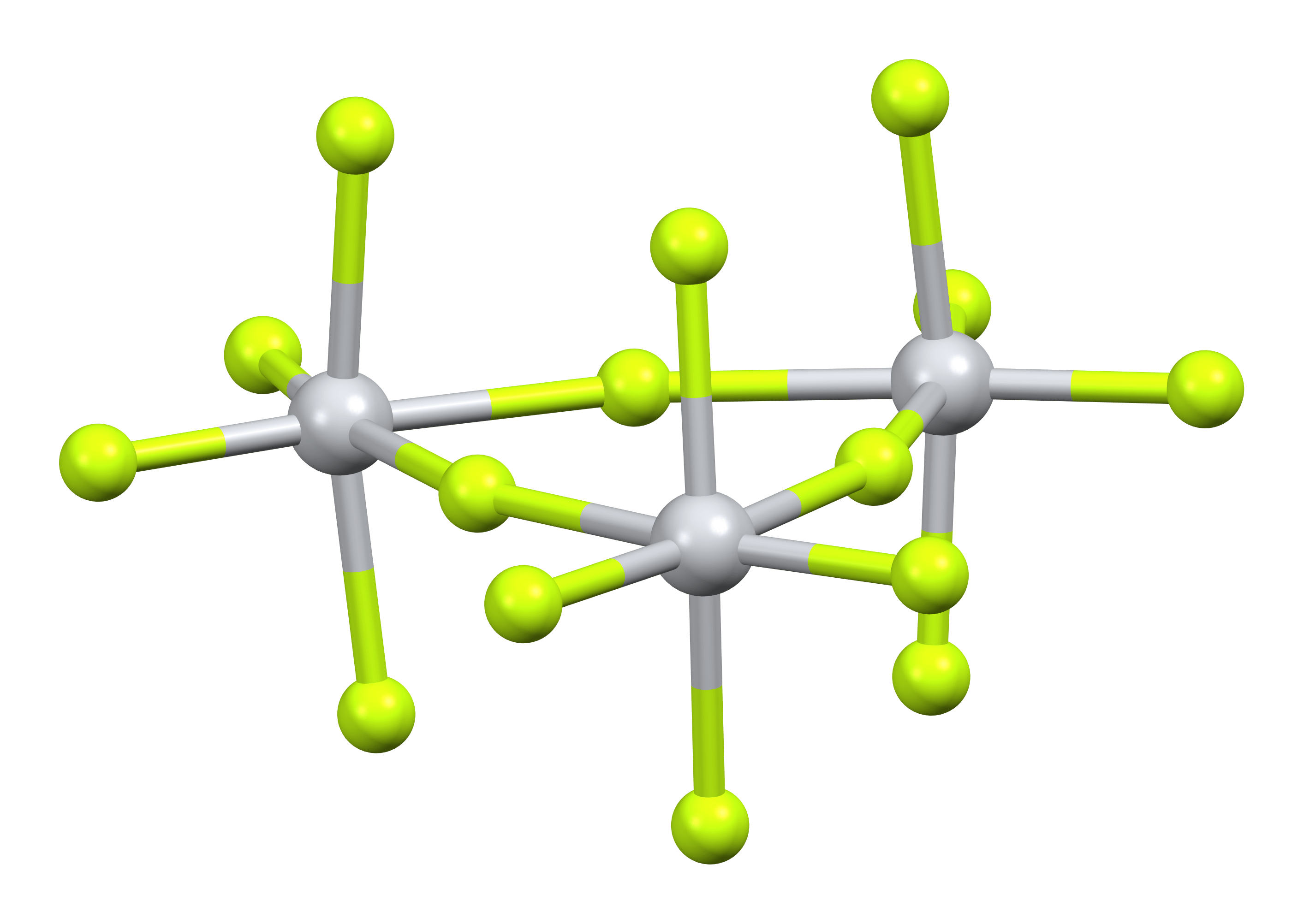
Ti3F15-Ring aus drei TiF6-Oktaedern
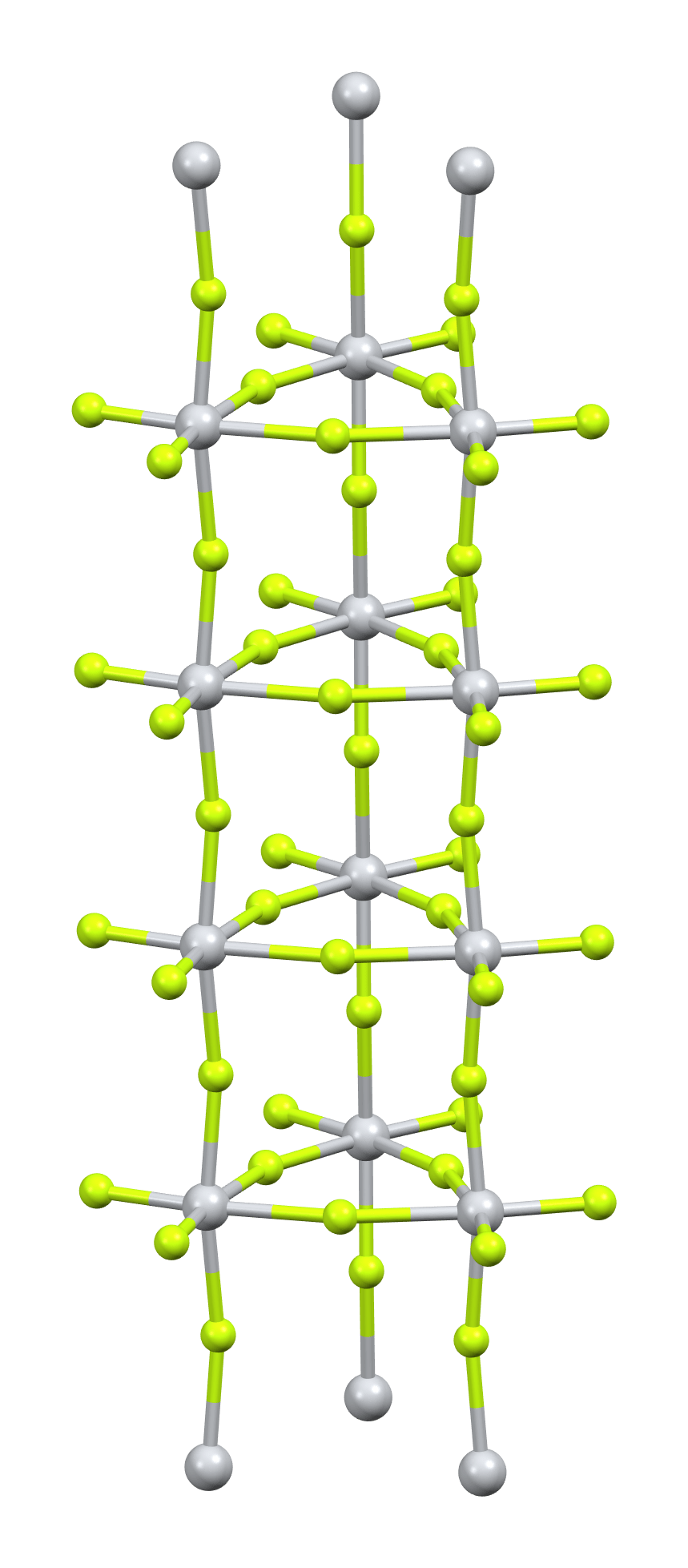
Kolumnenstruktur

## Verwendung
Titan(IV)-fluorid wird zur Synthese von Glycosylfluoriden, Fluorhydrinen und der Addition von Carbanionen zu Aldehyden und Iminen verwendet. Es dient auch als Katalysator für chemoselektive Synthesen und Entfernung von Schutzgruppen von geminalen Diacetaten von Aldehyden. Es wurde auch der Einsatz in Zahncreme untersucht.